# Aphilopota patulata
Aphilopota patulata är en fjärilsart som beskrevs av Walker 1862. Aphilopota patulata ingår i släktet Aphilopota och familjen mätare. Inga underarter finns listade i Catalogue of Life.